# 山崎諭
山崎 諭（やまざき さとる、1922年 - 2000年4月19日）は、日本のアマチュア野球選手、アマチュア野球指導者。

## 来歴・人物
静岡県立掛川中学校（現・静岡県立掛川西高等学校）時代に第24回全国中等学校優勝野球大会に出場。旧制山形高校を経て東京帝国大学入学。東大野球部ではエース投手・主将（1946年春秋に主将。翌47年春季は同期山崎喜暉が主将）として活躍した。
終戦直後の1946年春の東京六大学野球リーグ戦で、東大史上最高順位である2位の原動力となった。全5試合に投げ、慶大との優勝決定戦の最後の攻防、0-1と1点リードされた9回表2アウトランナー3塁の場面で、「両山崎」といわれたもう一方の3番山崎喜暉がバッターに立ち、大島信雄投手の前にファウル二本で粘るも最後は三遊間へのレフトへ抜けるかの渾身の打球も河内卓司に横っ飛びで捕球されショートゴロに終わり万事休した。通算成績は11勝14敗。
大学卒業後、日本興業銀行に入行。野球部で活躍し、引退後も部長を務めるなどしたが、50歳の時に東海大学付属第三高等学校の校長に転身。同時に野球部監督にも就任し、第52回選抜高等学校野球大会出場を果たした。その後、東海大学付属仰星高等学校、東海大学付属相模高等学校の校長を歴任した。
2000年、前立腺癌のため死去。